# Antigüedades históricas y literarias de Alaba
Antigüedades históricas y literarias de Alaba es una obra de Ricardo Becerro de Bengoa, publicada por primera vez en 1882. Se trata de una colección de artículos sobre la provincia de Álava que habían sido publicados previamente en la revista Euskal-Erria.

## Descripción
| «Alaba [...] brinda á las democracias más exigentes el recuerdo de nuestras cofradías y Juntas de Arriaga, de Ribabellosa, de Arceniega, de Laguardia y de Aramayona, y á las aristocracias mas altivas la memoria del origen de las casas de Mendoza, de Guevara y de Ayala, porque mas antigua ni ilustre alcurnia que la de éstas no la ha tenido ninguna otra, ni ha habido jamás mejores prácticas populares que las de aquellas» —Becerro de Bengoa, en Antigüedades históricas y literarias de Alaba |

Dedicada «al insigne escritor D. Antonio de Trueba, cronista de Bizcaya», la primera edición de la obra, firmada por Becerro de Bengoa en Palencia el 28 de abril de 1882, se publicó en el establecimiento tipográfico de los Hijos de I. R. Baroja de la plaza de la Constitución de San Sebastián. En la obra, compuesta de extractos publicados antes en la revista Euskal-Erria, se teje un repaso a la historia de la Casa de Mendoza y sus descendientes.